# Втеча з Юпітера
«Втеча з Юпітера» (англ. Escape from Jupiter) — австралійський дитячий науково-фантастичний телесеріал, який вийшов на екрани в 1994 році. Протягом 13 серій відносно невелика група дітей намагається полетіти з супутника Юпітера, Іо.
Колонія, розташована на супутнику Юпітера Іо, гине в результаті виверження вулкана. Наступний корабель з Землі прийде тільки через місяць, тому вцілілі за допомогою буксира перетворюють занедбану станцію на примітивний космічний корабель і прямують до Землі, стикаючись в дорозі з пригодами і формуванням тісних взаємин один з одним.
Основними персонажами є діти, а сюжет будується на їх спробі навчитися уживатися один з одним.
Серіал продовжений в іншому, «Повернення на Юпітер» 1997 року.

## Сюжет
Дія серіалу відбувається в недалекому майбутньому. Головний персонаж - Майкл Фарадей, 10-річний хлопчик, який жодного разу не бував на Землі, проживаючи зі своїм батьком на супутнику Іо  в шахтарській колонії. Незважаючи на те, що в видобувній колонії живуть зазвичай лише дорослі, деякі з них перебувають там зі своїми сім'ями. Найкращий друг Майкла - Кінгстон, син лікаря колонії. Доповнюють їх дует Джаррод і Енн, обидва - діти їх товариша-шахтаря Карла. Джаррод і Майкл постійно конкурують один з одним, оскільки перевага Джаррода - його м'язи, а Майкла - інтелект. Батько Майкла є пілотом місцевого космічного буксира, який доставляє пасажирів і обладнання з місяця до орбітального космічного корабля.
Адміністратором шахти є чоловік на ім'я Даффі, який курирує роботу колонії. Найстаріший колоніст і фахівець, часто представляється як відлюдькуватий професор, Яків Інгосоло, займається вивченням гірських робіт і результами їх видобутку на супутнику і в колонії. Хоча його прогнози, що прилід комети знищить колонію ,оцінюють як необачні через попередні твердження, остання праця вченого щодо шахт і потоків лави заслуговує довіри. Але, незважаючи на неминучу загрозу, робота шахти триває.
До цієї групи персонажів додаються вчені компанії-засновника колонії. Серед них з'являється Куміко, яка є типовою зіпсованої дівчинкою дуже успішних батьків, вчених-сейсмологів. Вона рідко покидала Землю і через вимушений польоту з батьком і матір'ю налаштована вороже до навколишніх. Предметом її гордості й радості є комп'ютер, який носиться нею з собою весь час.

## У ролях
- Ейб Форсайт -  Кінгстон
- Енн Глої - Куміко
- Стів Біслі - Даффі
- Фіона Стюарт - Селія
- Деніел Тейлор - Майкл
- Джастін Росняк - Zerar
- Робін МакКензі - Енн
- Артур Дінгем - Професор Інгосол
- Айвор Кенк - Карл
- Ен Тенні - Гелен

## Книга
У 1995 році Девідом Огілви була написана заснована на телесеріалі однойменна новела й видана обсягом у 240 аркушів видавництвом Penguin Character Books Ltd під ліцензією BBC.